# スティーヴン・キャラハン
スティーヴン・キャラハン（英: Steven Callahan）は1952年生まれのアメリカの作家、造船技師、及び発明家である。大西洋で救命いかだに乗って76日間生存したという記録を持つ船乗りでもある。キャラハンは自身の苦難の生還記を『大西洋漂流76日間』 (en) に綴っている。この書籍はニューヨークタイムズ紙ベストセラーリスト (en) において37週間以上載る程のベストセラーにもなった。

## 生涯
彼はフィロソフィーにある大学で学位を取得した。修練により、彼は造船技師となり、ボートのデザインや設計をしたり、デザインを教えたり、米国外で生活したり、レースをしたり様々な種類のボートを操船したりしてきた。1980年代から、彼は広い分野におけるヨットに関しての広報を制作したり、Sail誌とSeilor誌の寄稿編集者やCruising Worldの編集主任を勤めたり、転覆して浸水し始めたボートの上で4ヶ月間漂流した4人の話である『Adrift and Capsized』を著作したりした。彼は広く講義をしたり、数多の船のデザインや船乗り精神、そしてサバイバルに関する著作に貢献したりもした。
彼は、海錨のようなボートの安定性と方向制御装置についてのもの（特許番号6684808）、折り畳み式剛性インフレータブルボート（通称FRIB）（特許番号6367404）、折り畳み式剛性海底ボート（通称FRB）（特許番号6739278）という3つの米国特許を取得している。「ザ・クラム」と呼ばれる初期のFRIBは彼のサバイバルの体験に基づいて作られた。ザ・クラムとはヨットの搭載船と同程度の、操船士が安全に操船出来る積極的救命ボートとして使う為にデザインされた相乗救命用ディンギーである。
キャラハンは「私の頃とはだいぶ変わって、今ではフランス人の言うところの『動的な』いかだ、つまり自己航行可能ないかだに変わったのはいいことだと思う。私がボートを失くした最後の時、光を発することが出来ていれば、私の漂流は1,800マイルから450マイルに短くできていただろうし、風下からの風が無くても速度がせいぜい2.5ノットまで上げることが出来ていれば、76日間ではなく25日間の漂流で済んだだろうし、前述2つを両方とも出来ていれば、6、7日間で安全なところにたどり着けただろう」と述べている。

## 76日間の漂流
キャラハンは1981年にアメリカ合衆国ロードアイランド州にあるニューポートを、ナポレオン・ソロ号で出航した。ナポレオン・ソロ号は彼がデザインし設計した6.5メートルのスループで、彼はそれでバミューダまで独力で操船し、友人であるクリス・ラッチェムとイングランドまで船旅を続けた。同年の秋、彼はイギリスのペンザンスからアンティグア島行きのミニ・トランザット6.50の独力操船レースとしてコーンウォールを出発した。しかし彼は、スペインのア・コルーニャで消失した。悪天候のせいで幾つかの船団のボートは沈船し、ナポレオン・ソロ号を含めた多くの船も損傷を受けた。キャラハンは修理してスペインのカナリア諸島とポルトガルのマデイラ諸島の海湾を下る船旅を続行した。彼はアンティグア島に向かう途中にカナリア諸島にあるエル・イエロ島を1982年1月29日に出発した。その7日後、吹き荒れる強風のなか、キャラハンがボートにデザインした防水仕切りのおかげで沈船は免れたものの、彼の船はその夜の嵐の間に何かでひどく穴があき、水浸しになった。クジラとの衝突によりできた損傷ではないかと彼は書籍に著している。
荒れた海により水浸しになり沈水したことに因りナポレオン・ソロ号に乗り続けることが出来なかったため、キャラハンは幅約2メートルの6人乗りのエイボン・インフレータブルボートに避難した。救命いかだに移った後は、海に潜って、クッションや寝袋の一部や緊急キットを引き上げた。緊急キットには、食料や海図、槍銃、着火装置、懐中電灯、飲み水確保のための太陽熱蒸留装置 (en) 、自身も海で漂流した経験のあるドゥーガル・ロバートソン (en) による海上サバイバルガイド『Sea Survival』のコピーといった物が入っていた。夜明け前には、酷く荒れた海がナポレオン・ソロ号と救命いかだを引き離し、キャラハンは漂流した。
救命いかだは南赤道海流と貿易風に乗って西方へと漂流していった。沈みゆくナポレオン・ソロ号から拾い上げたわずかな食糧を使い果たした後、キャラハンは「水に生きる原始人のように生きることを学習すること」によって生き残ることが出来た。彼は主に槍で捕まえたモンガラカワハギやシイラを食しており、その他にもトビウオや蔓脚類、鳥を捕まえて食べていた。海での生活は1,800海里（3,300キロメートル）もの航海における彼の経験値を高め彼を支える生態系そのものであった。彼は2つの太陽熱蒸留装置や即席の雨水収集装置を使って飲み水を集めた。これら全てを使って、毎日平均約500ミリリットルもの水を生成することができた。
キャラハンはE-PIRB（非常用位置指示無線標識装置
）や多くの閃光弾を用いたが救助は来なかった。E-PIRBは当時、人工衛星で追跡しておらず、彼がいたのは海の中でも何もないところだったために、航空機に無線が届かなかった。他の船も彼の閃光弾に気付かなかった。漂流中、彼は9隻の船に向かって閃光弾を発光し、そのほとんどは2つのシーレーンを渡ったときのものだった。しかし、初めから、キャラハンは救助に頼れないことは分かっており、それに代わって、いつまで続けるのかわからないが、自分自身を頼って、生き残るための船上生活を維持しなければならないと悟っていた。彼は日常的に運動や操船をし、問題の優先順位を付け、修理し、魚を釣り、装置を改善し、 そして、食料や水を緊急事態に備えて確保した。
1982年4月19日夜、彼はグアドループの南東側であるマリー・ガラント島に発光した。キャラハンの漂流が始まってから76日目の同年同月21日に、漁師がいかだの上を飛ぶ鳥に気付いてキャラハンを沖合で拾い上げたが、鳥たちはいかだの周りにできた生態系に惹きつけられたやってきたのであった。サバイバルという試練のなか、彼はサメやいかだのパンク、装備品の劣化、神経衰弱、そしてストレスに苦しめられた。体重の3分の1を失ったことと海水による爛れにより、彼は同日午後に地方病院に搬送されたが、その夕方には退院し、その島での療養で数週間を過ごした。しかもその間、西インド諸島中をボートでヒッチハイクしていた。
サバイバルの間、苦難の中にあってもキャラハンは前向きな気持ちを失わなかった。例えば、夜空を「地獄の底からの天の眺め」と描写している。彼は今でも船乗りや海を楽しみ、そして彼は海を世界最大の荒野と呼んでいる。漂流の後も、彼は非常に多くの航行や大洋横断をしているが、その多くは他の乗組員が2人以下である。
この経験はI Shouldn't Be Aliveのエピソード『76日間の漂流』に著されている。イギリスのサバイバル専門家レイ・ミヤーズ (en) のテレビ番組エクストリームサバイバル (en) でも紹介された。

## パイの物語
2012年に製作された映画『ライフ・オブ・パイ/トラと漂流した227日』では、アング・リー監督はキャラハンに救命いかだでの生活についての顧問を頼んだ。リー監督はキャラハンに「この映画で私は海洋を生きた登場人物としたいと思っている」と言った。キャラハンは映画に登場するルアーやその他物品を制作した。

## 著書
- スティーヴン・キャラハン 著、長辻象平 訳『大西洋漂流76日間』早川書房、1988年7月。ISBN 4-15-203359-2。
  - スティーヴン・キャラハン 著、長辻象平 訳『大西洋漂流76日間』早川書房〈ハヤカワ文庫NF〉、1999年5月。ISBN 4-15-050230-7。